# Ялувка (гміна Сокулка)
Ялувка (пол. Jałówka) — село в Польщі, у гміні Сокулка Сокульського повіту Підляського воєводства.
Населення — 100 осіб (2011).
У 1975-1998 роках село належало до Білостоцького воєводства.

## Демографія
Демографічна структура станом на 31 березня 2011 року:
|          | Загалом | Допрацездатний вік | Працездатний вік | Постпрацездатний вік |
| -------- | ------- | ------------------ | ---------------- | -------------------- |
| Чоловіки | 53      | 8                  | 41               | 4                    |
| Жінки    | 47      | 9                  | 26               | 12                   |
| Разом    | 100     | 17                 | 67               | 16                   |